# Marjorie Best
Marjorie Best (Jacksonville, 10 aprile 1903 – Toluca Lake, 14 giugno 1997) è stata una costumista statunitense.

## Filmografia
- Il canto del deserto (The Desert Song), regia di Robert Florey (1943)
- Le avventure di Don Giovanni (Adventures of Don Juan), regia di Vincent Sherman (1948)
- L'amante di ferro (The Iron Mistress), regia di Gordon Douglas (1952)
- Nevada Express (Carson City), regia di André De Toth (1952)
- Un dollaro d'onore (Rio Bravo), regia di Howard Hawks (1959)
- La storia di una monaca (The Nun's Story), regia di Fred Zinnemann (1959)